# Siwis
Cet article concerne le peuple siwi. Pour la langue homonyme, voir Siwi. Pour les autres significations, voir Siwi (homonymie).
Les Siwis, Siwa, Isiwan ou Issiouane (en tamazight: ⵉⵙⵉⵡⴰⵏ, Isiwan) sont un peuple berbère habitant dans la région de Siwa, zone d’oasis au nord-ouest de l'Égypte, à quelques dizaines de kilomètres de la frontière libyenne. Ils parlent le siwi ou plus exactement le jlan n Isiwan variante locale du berbère. En général, les Siwis sont également bilingues et savent parler le dialecte arabe égyptien ou libyen.

## Préhistoire
L’industrie de Siwa se rapproche de l’industrie capsienne et des industries nilotiques (Fakhry 1973). Ces indices associés aux dates de peuplement, entre 8800 et 6700 B.P., pourraient indiquer que Siwa a été peuplée lors de la migration des Proto-Méditerranéens Capsiens vers le Maghreb. Cependant, la continuité de peuplement entre la préhistoire et la période historique (mais également au sein de celle-ci) est loin d'être assurée.

## Histoire
Les Siwis descendent directement de la tribu des Bani Al Waswah qui fit partie du grand groupe berbérophone des Zénètes répandu dans tout le Maghreb.

## Mode de vie
Les pratiques culinaires des Siwis se rapprochent de celles des autres berbères : ils préparent aussi le couscous, un mets traditionnel d'origine berbère, bien qu'il ne soit pas un plat quotidien, mais de fête. Peuple se montrant extrêmement fier et assez conservateurs, les Siwis tiennent à leurs traditions et résistent quelque peu à la culture dominante de l'Égypte nilotique. La plupart des villageois de l'oasis de Siwa se montrent en général réservés et les femmes mariées, sur une courte distance, peuvent se déplacer seules (mais en restant à vue) et entièrement recouvertes du tarfutet (grand voile bleu tissé à Kirdâsa près du Caire et brodé localement de motifs siwi).